# Walter Gross
Dr. Walter Gross (escrito Groß em alemão) (21 de outubro de 1904, Kassel – 25 de abril de 1945, Berlim) foi um médico alemão nomeado para criar o Gabinete de Política Racial do NSDAP (Aufklärungsamt für Bevölkerungspolitik und Rassenpflege) para o Partido Nacional-Socialista dos Trabalhadores Alemães. Ele chefiou este gabinete até seu suicídio no final da Segunda Guerra Mundial. 

## Biografia
Walter Gross nasceu em Kassel (até 1926 Cassel). Em 1925, enquanto treinava como médico, tornou-se membro do NSDAP. Ele foi nomeado líder da Aliança Nacional Socialista dos Médicos Alemães em 1932.  Gross era um antissemita e pedia o extermínio dos judeus e acreditava na Solução Final que era tão central para o Partido Nazista. Ele escreveu vários livros sobre o tema da "Questão Judaica". Em muitos aspectos, ele implementou os pontos de vista de Alfred Rosenberg. 
Em 1933, Gross foi nomeado para criar o Escritório Nacional-Socialista de Esclarecimento sobre Política Populacional e Bem-Estar Racial, que foi projetado para educar o público e construir apoio para o programa de esterilização nazista e outros esquemas de "melhoria étnica" durante a década de 1930.  Isso foi chamado de "esclarecimento" em vez de "propaganda" pelas autoridades nazistas, porque não era um apelo à ação imediata, mas uma mudança de atitude de longo prazo, com o objetivo de minar a visão de que as pessoas se consideravam indivíduos em vez de elos únicos em a grande corrente da vida.  Em seu primeiro ano, publicou quatorze panfletos de educação racial.  Em 1933, ele fundou uma revista brilhante para o mercado de massa, Neues Volk, que alcançou grande popularidade.  No início da guerra, seu panfleto You and Your Volk exortava os soldados a pensar racialmente. 
Gross queimou seus arquivos em Berlim no final da Segunda Guerra Mundial, assim, na opinião de Claudia Koonz, apagando evidências significativas "que teriam incriminado os mais de 3.000 membros de sua rede nacional de educadores raciais". 
Gross morreu em operações de combate contra o Exército Vermelho, que já havia penetrado na área da cidade de Berlim, em 25 de abril de 1945, em sua residência particular em Berlin-Schlachtensee. Seus colegas mais tarde descreveriam essa ação como ele 'buscando a morte', essencialmente cometendo suicídio.

## Obras
Em 1938, Gross, então diretor do Escritório Nacional-Socialista de Esclarecimento sobre Política Populacional e Bem-Estar Racial, contribuiu com um capítulo intitulado "National Socialist Racial Thought" para um livro em inglês, Germany Speaks,  prefaciado por Joachim von Ribbentrop, recém-nomeado por Hitler Ministro das Relações Exteriores. O livro se esforçou para dar um rosto aceitável às atividades da Alemanha Nazista. Gross justificou o programa de esterilização argumentando que "a propagação desenfreada entre os hereditariamente inaptos, deficientes mentais, imbecis e criminosos hereditários, etc." levou a uma taxa de natalidade nove vezes maior do que a dos "habitantes mais aptos".  Ele afirmou que a Lei de Esterilização foi aprovada "para prevenir a transmissão de doenças hereditárias".  Ele descreveu como um pedido apresentado ao Tribunal de Hereditariedade levaria a uma investigação e julgamento sobre a necessidade de esterilização.  Ele justificou isso da seguinte forma:
A Civilização só é possível através do indivíduo tornando-se parte do todo e apenas como autoridade coletiva no interesse de todos limita o egoísmo do indivíduo [...] da mesma forma tem o direito de implementar tais medidas para o benefício da comunidade como são cientificamente provadas convenientes no caminho da política populacional ou eugenia.
Ele abordou a política nazista de alcançar a pureza racial na Alemanha, argumentando sua necessidade com base na perda dos alemães racialmente mais puros na guerra anterior, e apontou que as políticas de imigração dos Estados Unidos e países europeus têm bases racialmente discriminatórias, e observou que os asiáticos têm uma longa tradição de evitar "uma mistura de sangue".  Voltando-se então para os judeus, ele argumentou que os judeus não podiam ser tolerados, primeiro como uma raça estrangeira, segundo, por ter muito poder financeiro na Alemanha e, terceiro, por associá-los ao comunismo. Por essas razões, ele diz que as Leis de Nuremberg foram aprovadas para excluir os judeus da cidadania do Reich. Por essas leis, judeus e alemães foram proibidos de se casar, e "tornar as relações ilícitas passíveis de punição foi projetada principalmente com o objetivo de impedir o nascimento de outros indivíduos de sangue misto cujo destino é lamentável em todo o mundo, porque eles são nem uma coisa nem outra." 